# Holsteinische Schweiz

Das Logo für Öffentlichkeitsarbeit der Holsteinischen Schweiz

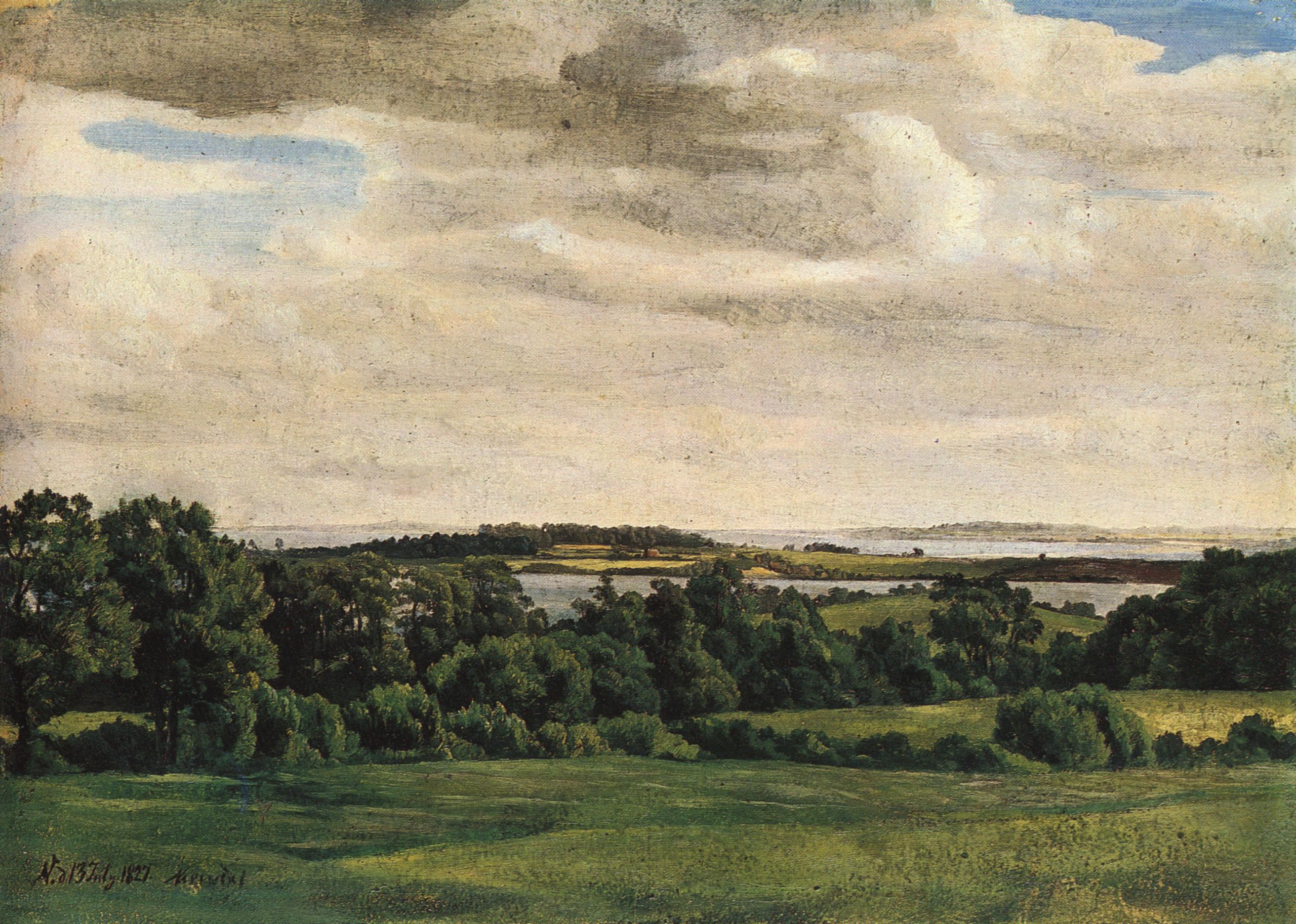
Rezeption aus dem 19. Jahrhundert: Holsteinische Landschaft, Gemälde von Adolph Friedrich Vollmer (1827)

Anzeige Kurhaus Holsteinische Schweiz (1910), dessen Name sich auf die Gegend übertragen hat

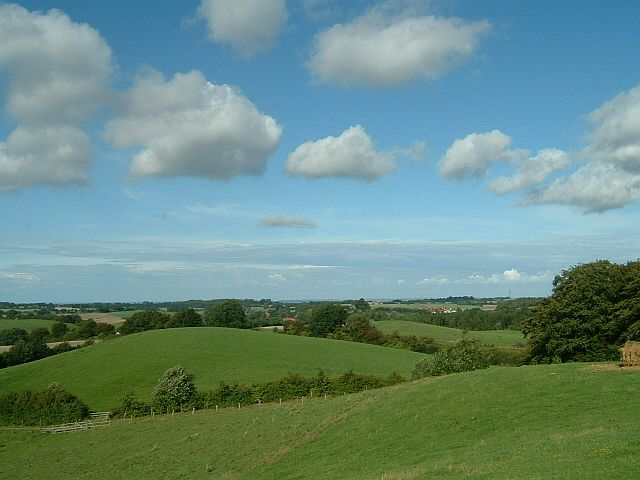
Blick vom Bungsberg über die Holsteinische Schweiz

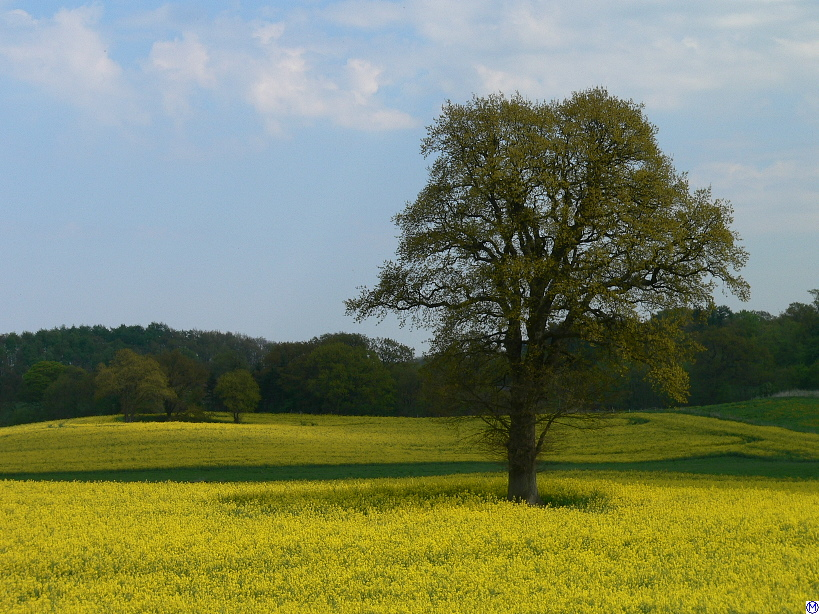
Blühendes Rapsfeld im Kreis Plön

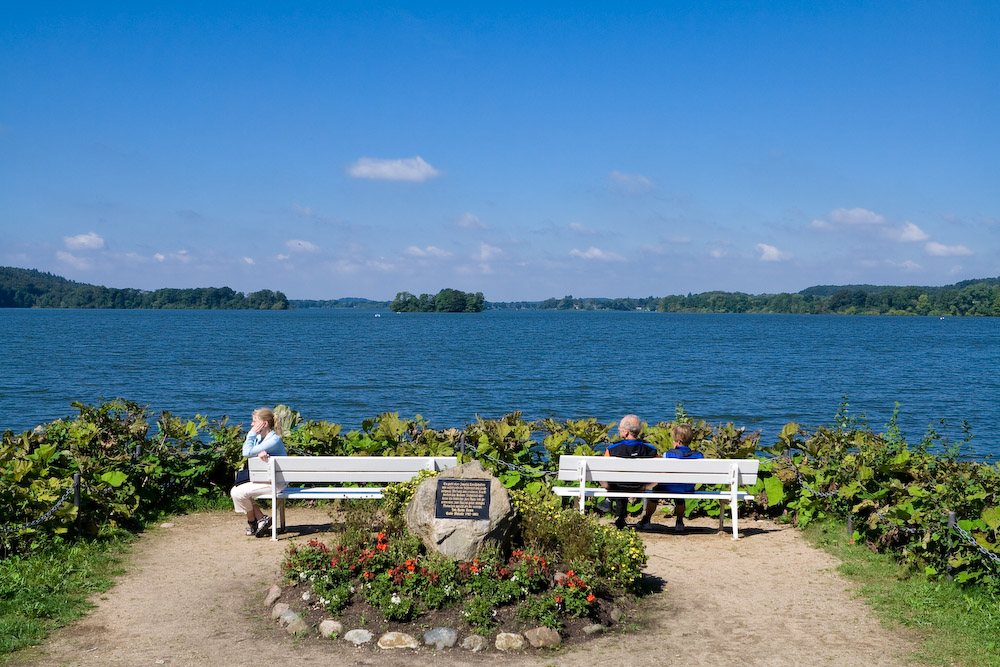
Am Dieksee

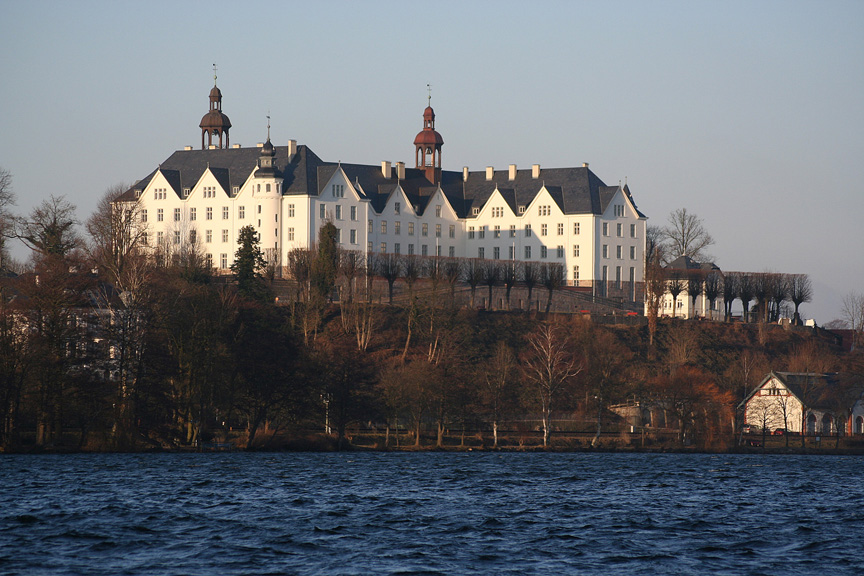
Das Plöner Schloss

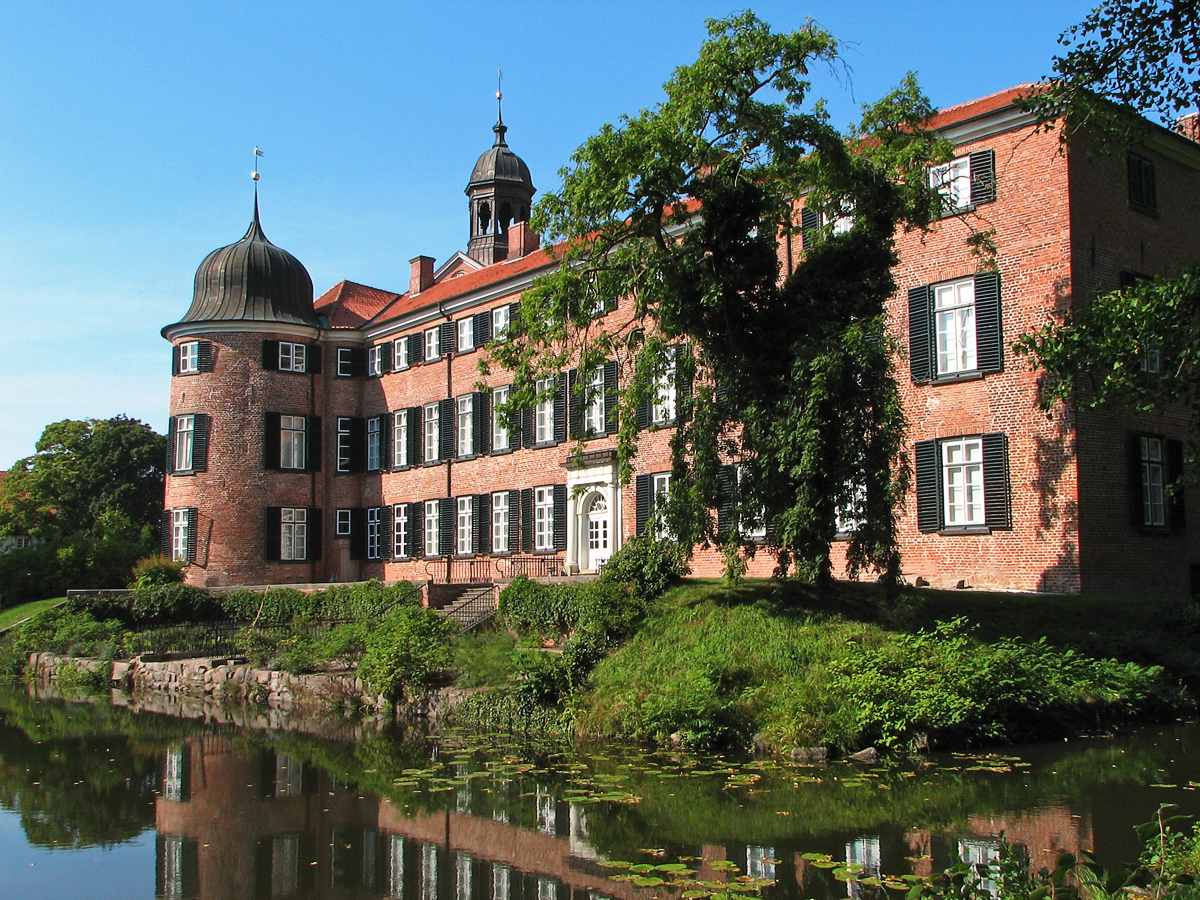
Das Eutiner Schloss

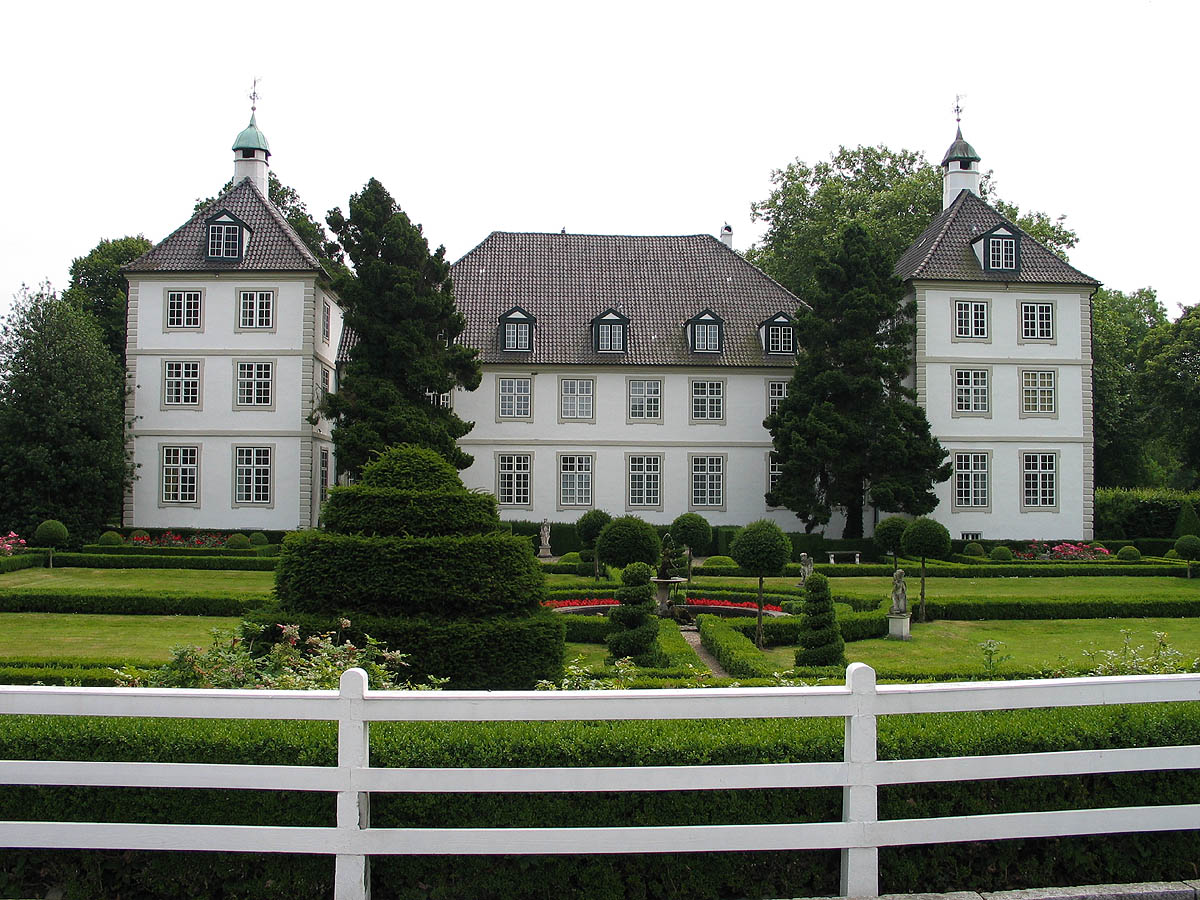
Herrenhaus auf Gut Panker

Als Holsteinische Schweiz wird das Östliche Hügelland Holsteins bezeichnet, eine Region, die während der Weichsel-Kaltzeit geformt wurde. Die geografisch nicht genau begrenzte Kulturlandschaft umfasst unter anderem den Naturpark Holsteinische Schweiz und zählt zu den wichtigsten Tourismusregionen in Norddeutschland.

## Geografie und Landschaftsbild
Die Holsteinische Schweiz liegt im Osten des Bundeslandes Schleswig-Holstein. Die Region in der historischen Landschaft Wagrien ist politisch oder geografisch nicht genau begrenzt. Sie befindet sich weitgehend in den Kreisen Ostholstein und Plön, ungefähr zwischen den Städten Lübeck und Kiel und reicht bis an die Ostseeküste. Größere Orte sind unter anderem Bad Malente-Gremsmühlen, Lütjenburg, Oldenburg in Holstein, Preetz und die alten Residenzstädte Eutin und Plön.
Der Reiz dieser Region erklärt sich aus der abwechslungsreichen Landschaft, die in der während der Weichseleiszeit entstandenen Jungmoränenlandschaft des Schleswig-Holsteinischen Hügellandes entstanden ist. Kleinere Waldgebiete wechseln sich mit durch Knicks gegliederte Ackerflächen ab und die Gestalt der Landschaft ist durch niedrige Hügel bestimmt, zwischen denen sich eine Vielzahl an Seen befinden. Zu ihnen gehören unter anderem der Große Plöner See, der Dieksee oder der Kellersee. Viele werden von den Flüssen und Auen durchflossen, wie die Schwentine, die in die Kieler Förde mündet, oder der Kossau, die in den Großen Binnensee fließt. 
Höchster Punkt der Holsteinischen Schweiz ist der 168 m ü. NN hohe Bungsberg bei Schönwalde, die höchste Erhebung in Schleswig-Holstein überhaupt.

## Entstehung des Namens

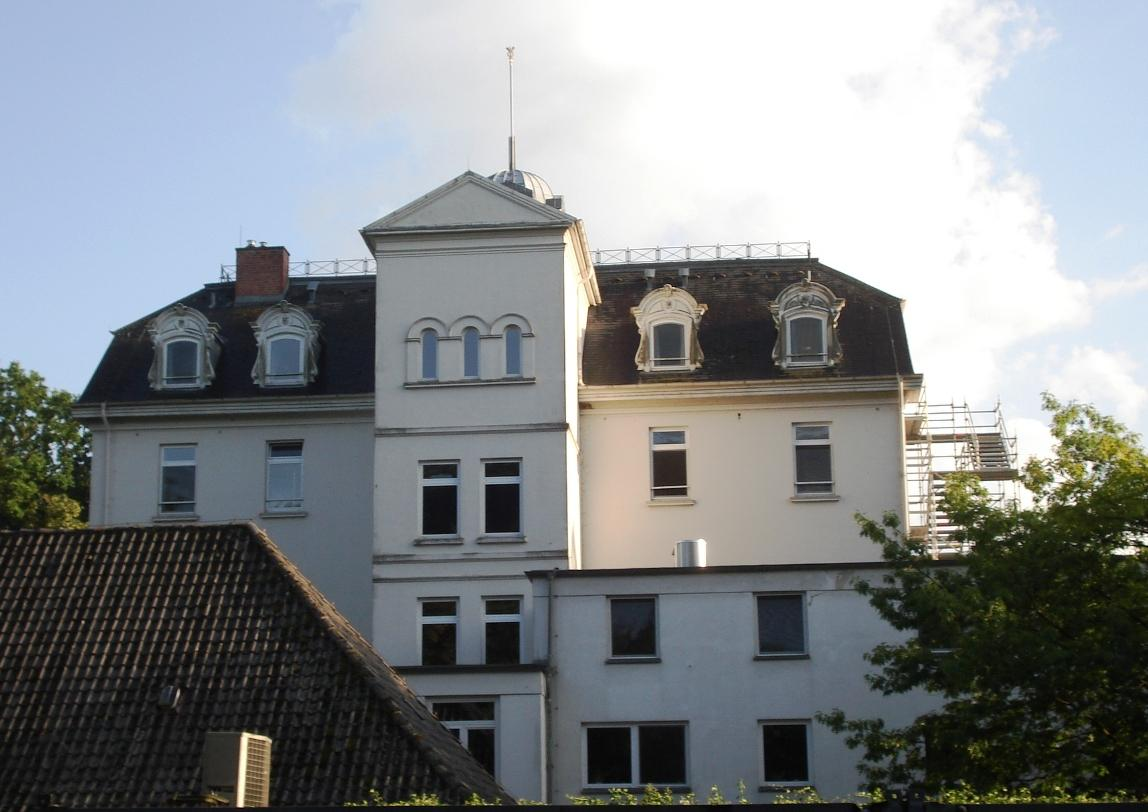
Rückseite des ehemaligen Hotels „Holsteinische Schweiz“

Der Name „Holsteinische Schweiz“ geht auf das 19. Jahrhundert zurück, in dem (bei entsprechend Begüterten) Reisen in die Schweiz beliebt waren; daher waren auch andere Regionen bestrebt, sich den Namen oder Namenszusatz „Schweiz“ zu geben. Am 20. Mai 1885 eröffnete der Eutiner Kaufmann Johannes Janus am Kellersee in Krummsee (Malente) das Hotel „Holsteinische Schweiz“, das sich großer Beliebtheit erfreute. Der Name des Hotels wurde zunächst auf den Bahnhof Holsteinische Schweiz übertragen und später auf die gesamte Umgebung.

## Geschichte
Die Holsteinische Schweiz ist schon seit mehreren tausend Jahren besiedelt. Im frühen Mittelalter war das Gebiet zum Teil noch durch die Wenden bewohnt, deren Spuren zum Beispiel in Oldenburg zu finden sind und welche auch die Siedlungen Plön oder Eutin begründet haben. Im Mittelalter wurde das Gebiet kolonisiert und gehörte ab dem 9. Jahrhundert zum Frankenreich. Im späten Mittelalter entwickelten sich die Städte zu kleineren Wirtschaftszentren und der Landadel baute seine befestigen Herrensitze aus, die zu Beginn der Neuzeit die Grundlage der Adligen Güter wurden. Die Gutsanlagen prägten die Landschaft ebenso wie die Wirtschaft von ca. 1500 bis ins 20. Jahrhundert. Ab dem 16. Jahrhundert entwickelten sich Plön und Eutin zu höfischen Residenzstädten verschiedener Familienzweige des Hauses Oldenburg. 
Auf den Gütern fand ein reiches kulturelles Leben statt, was sich am Übergang vom 18. zum 19. Jahrhundert zum Beispiel in Eutin zeigt, das als Weimar des Nordens bezeichnet wurde. Bis zur Mitte des 19. Jahrhunderts war das Gebiet durch die Herrschaft Dänemarks geprägt, das die Region zuerst als Lehen verwaltete und schließlich in den Gesamtstaat integrierte. 1867 ging die Holsteinische Schweiz als Teil Holsteins an Preußen über.  
Nach dem Ende des Ersten Weltkriegs wurden die althergebrachten Gutswirtschaften zum Teil aufgelöst, nach dem Ende des Zweiten Weltkriegs übernahm der Tourismus eine führende Rolle in der Wirtschaft der Region.

## Tourismus
Die Agrarlandschaft ist durch große adlige Güter gekennzeichnet, historische landwirtschaftliche Betriebe, die zumeist durch große Wirtschaftshöfe und anschließende Herrenhäuser gebildet sind. Zu ihnen gehören zum Beispiel Panker, Testorf, Rantzau oder Hagen in Probsteierhagen. Einige der Schlösser wie in Eutin oder Plön sind zu besichtigen, viele der Gutshöfe im Rahmen des Schleswig-Holstein Musik Festivals oder verschiedener Märkte zu betreten. Das Gut Salzau beherbergte bis 2011 das Landeskulturzentrum.
Für Wanderer verbindet der Naturparkweg die fünf Naturparks in Schleswig-Holstein. Radfahrern bietet die Holsteinische Schweiz ein ausgedehntes Netz von Radwegen und wenig befahrenen Landstraßen und Feldwegen. Die großen Seen werden zum Teil durch Ausflugsschiffe befahren, und auf den Gewässern ist Kanuwandern und anderer Wassersport möglich. Durch die nahe Ostseeküste liegen mehrere Seebäder in unmittelbarer Umgebung.

## Seen
In der Reihenfolge ihrer Größe:
- Großer Plöner See 3000 ha
- Selenter See 2137 ha
- Kellersee 560 ha
- Dieksee 386 ha
- Lanker See 324 ha
- Behler See 277 ha
- Postsee 276 ha
- Kleiner Plöner See 239 ha
- Großer Eutiner See 230 ha
- Stocksee 207 ha
- Trammer See 163 ha
- Suhrer See 137 ha
- Vierer See 132 ha
- Schöhsee 78 ha
- Süseler See 77 ha
- Seedorfer See 76 ha
- Sibbersdorfer See 55 ha
- Stendorfer See 54 ha
- Seekamper See 45 ha
- Kleiner Eutiner See 37 ha
- Ukleisee 32 ha
- Schulensee 13 ha